# 잔토신 일인산
잔토신 일인산(영어: xanthosine monophosphate, XMP)은 퓨린 뉴클레오타이드 합성 과정의 대사 중간생성물이다. 잔토신 일인산은 리보뉴클레오사이드 일인산의 한 종류이다. 잔토신 일인산은 이노신 일인산 탈수소효소(IMP 탈수소효소)에 의해 이노신 일인산(IMP)으로부터 생성된다. 잔토신 일인산은 GMP 생성효소(또는 XMP-글루타민 아미도트랜스퍼레이스)의 작용을 통해 구아노신 일인산(GMP)으로 전환된다. 또한 XMP는 Also, XMP는 (d)XTPase 활성을 가지고 있는 디옥시리보뉴클레오타이드 삼인산 피로인산가수분해효소에 의해 잔토신 삼인산(XTP)으로부터 생성될 수 있다.

## 같이 보기
- 잔토신
- 잔토신 삼인산 (XTP)

## 더 읽을거리
- Sigel, H; Operschall, BP; Griesser, R (2009). “Xanthosine 5'-monophosphate (XMP). Acid-base and metal ion-binding properties of a chameleon-like nucleotide”. 《Chemical Society Reviews》 38 (8): 2465–94. doi:10.1039/b902181g. PMID 19623361.
- Egli, M; Pallan, PS (2010). “Crystallographic studies of chemically modified nucleic acids: A backward glance”. 《Chemistry & Biodiversity》 7 (1): 60–89. doi:10.1002/cbdv.200900177. PMC 2905155. PMID 20087997.